# Jack Goody
John Rankine Goody GBE, conhecido pelo nome de Jack Goody (Londres, 27 de julho de 1919 – Cambridge, 16 de julho de 2015) foi um cientista social e antropólogo britânico, professor da Universidade de Cambridge, eleito membro da Academia Britânica em 1976 e membro da Academia Nacional de Ciências dos Estados Unidos.

## Biografia
Nascido em 27 de julho de 1919 em Hammersmith, um distrito do oeste de Londres, ele era filho de Lillian, uma das primeiras mulheres a passar num concurso público em Londres, e Harold, gerente da companhia eléctrica Mazda. Jack cresceu em Welwyn Garden City e St. Albans, onde fez os primeiros anos estudantis. Desde pequeno foi encorajado a estudar, tendo ganhado uma bolsa de estudos para o St John's College, em Cambridge, em 1938, onde estudou Literatura Inglesa, tendo conhecido vários intelectuais de esquerda, como Eric Hobsbawm, de quem rapidamente se tornou amigo de longa data.
Com a eclosão da Segunda Guerra Mundial, Jack se alistou no Exército, tendo servido no Sherwood Foresters, um regimento do Exército Britânico. Em um ataque em Tobruk, na Líbia, em 1941, ele foi capturado e enviado a um campo em Abruzzo, na região central da Itália, depois enviado para a Baviera. Na biblioteca do campo, ele descobriu o livro The Golden Bough, de James Frazer e What Happened in History, de Gordon Childe. Animado com os livros e a temática deles, Jack mudou de curso, indo para a arqueologia e antropologia assim que retornou para a universidade, graduando-se em 1946.
Em seguida, em Oxford, concluiu um ano de antropologia onde foi fortemente influenciado pelos ensinamentos de Edward Evans-Pritchard. Trabalhou dois anos no conselho educacional do condado de Hertford antes de iniciar seu doutorado em antropologia. Por dois períodos ele fez trabalho de campo entre o povo LoDagaa, no norte de Gana. Retornou a Cambridge como professor assistente, (1954-59), depois como professor do departamento de antropologia, a partir, tornando-se professor titular em seguida. Em 1976 foi eleito para a Academia Britânica e em 2005 foi agraviado com o título de Cavaleiro do Império Britânico.
Mesmo depois da aposentadoria em 1984, Jack continuou ativo. Viajou pelo mundo dando palestras, deu aulas como convidado em universidades do mundo inteiro, escreveu livros, porém sempre retornava a Cambridge.

## Vida pessoal
Jack se casou com sua primeira esposa, Joan Wright, em 1946, com quem teve três filhos; Jeremy, Joanna e Jane. O casamento acabou em divórcio e Jack se casou novamente com a colega antropóloga Esther Newcomb, em 1956, com quem teve duas filhas, mas acabou em divórcio novamente. Ele então se casou mais uma vez, com Juliet Mitchell, em 2000.

## Morte
Jack Goody morreu em Cambridge, em 16 de julho de 2015, aos 95 anos.

## Críticas ao eurocentrismo
Goody escreveu sobre temas que dão rediscussão as ideologias de sustentação ao eurocentrismo, apontado reinterpretações na cultura européia como, por exemplo, no livro O Roubo da história.

## Principais obras
- Religião e Ritual: O problema de definição
- Culinária Cozinha e Classe: Um Estudo Comparativo em Sociologia
- Lógica da Escrita e a Organização da Sociedade
- O Desenvolvimento da Família e Casamento na Europa
- Alfabetização nas sociedades tradicionais
- A domesticação do pensamento selvagem
- A Cultura das Flores
- Culinária, cozinha e classe
- O caráter de parentesco
- O Oriente no Ocidente
- A interface entre o escrito e o oral
- As consequências do letramento
- A Família Europeia: Um Ensaio Histórico-antropológico
- O mito do Bagre
- Representações e contradições: ambivalência em relação Imagens, Teatro, Ficções, relíquias e Sexualidade
- Alfabetização nas sociedades tradicionais
- Oriente, o antigo e o primitivo: Sistemas de Casamento e a Família nas sociedades pré-industriais da Eurásia
- Capitalismo e modernidade: o grande debate
- O roubo da história
- Renascimentos - Um ou muitos?